# ByeollaeByeolgaram (métro de Séoul)
ByeollaeByeolgaram (hangeul : 별내별가람 ; hanja : 別內별가람) est une station de passage de la ligne 4 du métro de Séoul. Elle est située au 345 Byeolnae 3-ro, quartier de Byeolnae-dong dans  la ville Namyangju-si, province Gyeonggi, à proximité de Séoul en Corée du Sud.
Ouverte en 2022, elle est desservie par les rames omnibus et express, qui circulent sur la ligne 4.

## Situation sur le réseau

Plan du réseau (2023)

Établie en souterrain, la station ByeollaeByeolgaram, station de passage de la ligne 4 du métro de Séoul : est située entre la station Onam, en direction du terminus nord-est Jinjeop, et la station Danggogae en direction du terminus sud-est Oido.

## Histoire
La station ByeollaeByeolgaram, station de passage de la ligne 4 du métro de Séoul est mise en service le 19 mars 2022, lors de l'ouverture à l'exploitation de 14,2 km depuis l'ancienne station terminus Danggogae,,.

## Services aux voyageurs

### Accès et accueil
Station souterraine établie au 345 Byeolnae 3-ro, quartier Byeolnae-dong. Elle dispose de quatre bouches numérotées de 1 à 4, situées de part et d'autre des voies au croisement entre la Deoksong 2-ro et la Byeollae 3-ro. Elle est équipée d'escaliers, escaliers mécaniques et ascenseurs pour les cheminements entre les niveaux souterrains et la surface. Elle dispose notamment d'une billetterie avec des automates pour l'acquisition de titres de transports.

### Desserte
ByeollaeByeolgaram est desservie par les rames omnibus et express, qui circulent sur la ligne 4. La station est aménagée avec deux quais latéraux équipés de portes palières.

Installations
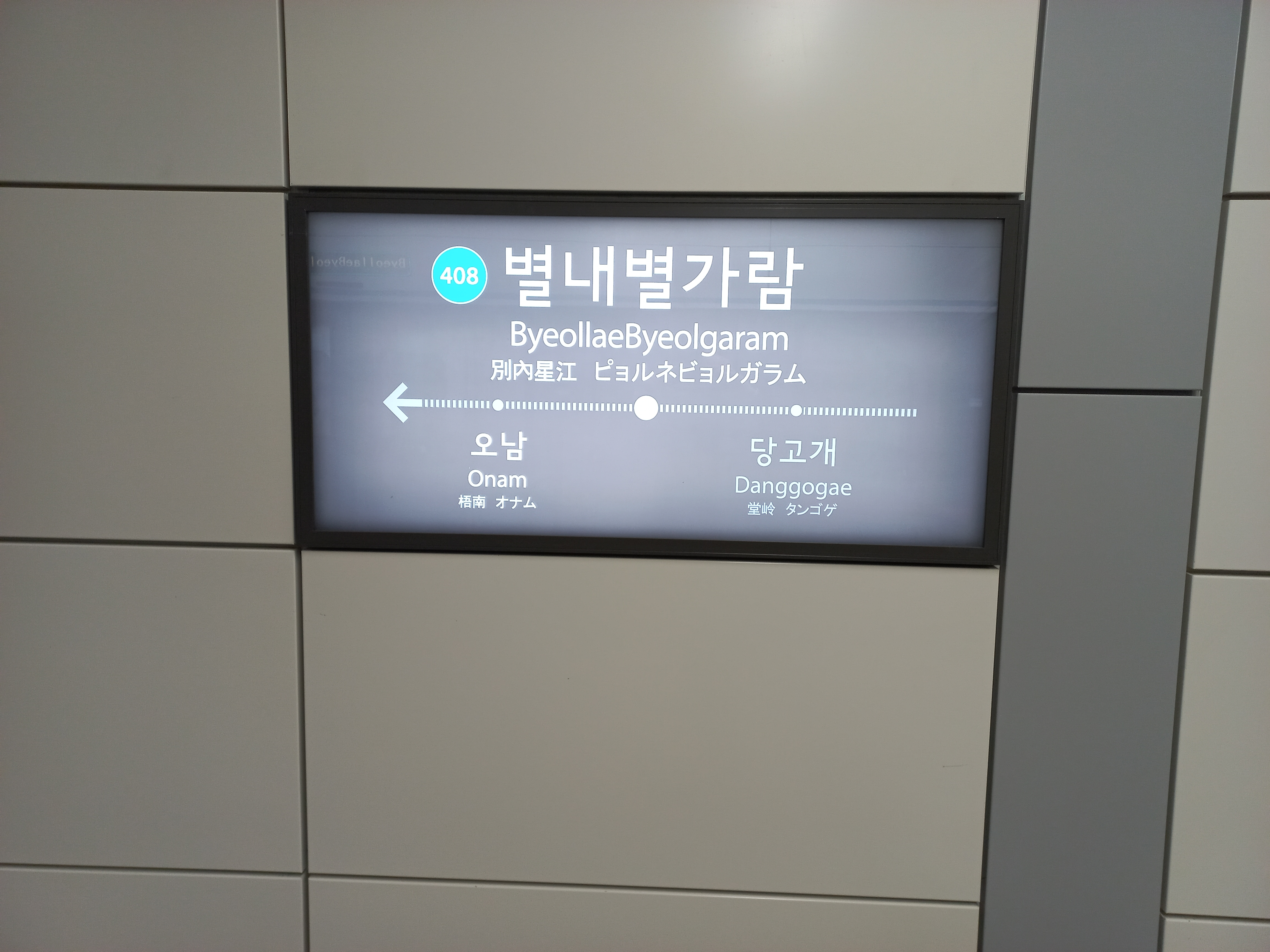
En 2022.
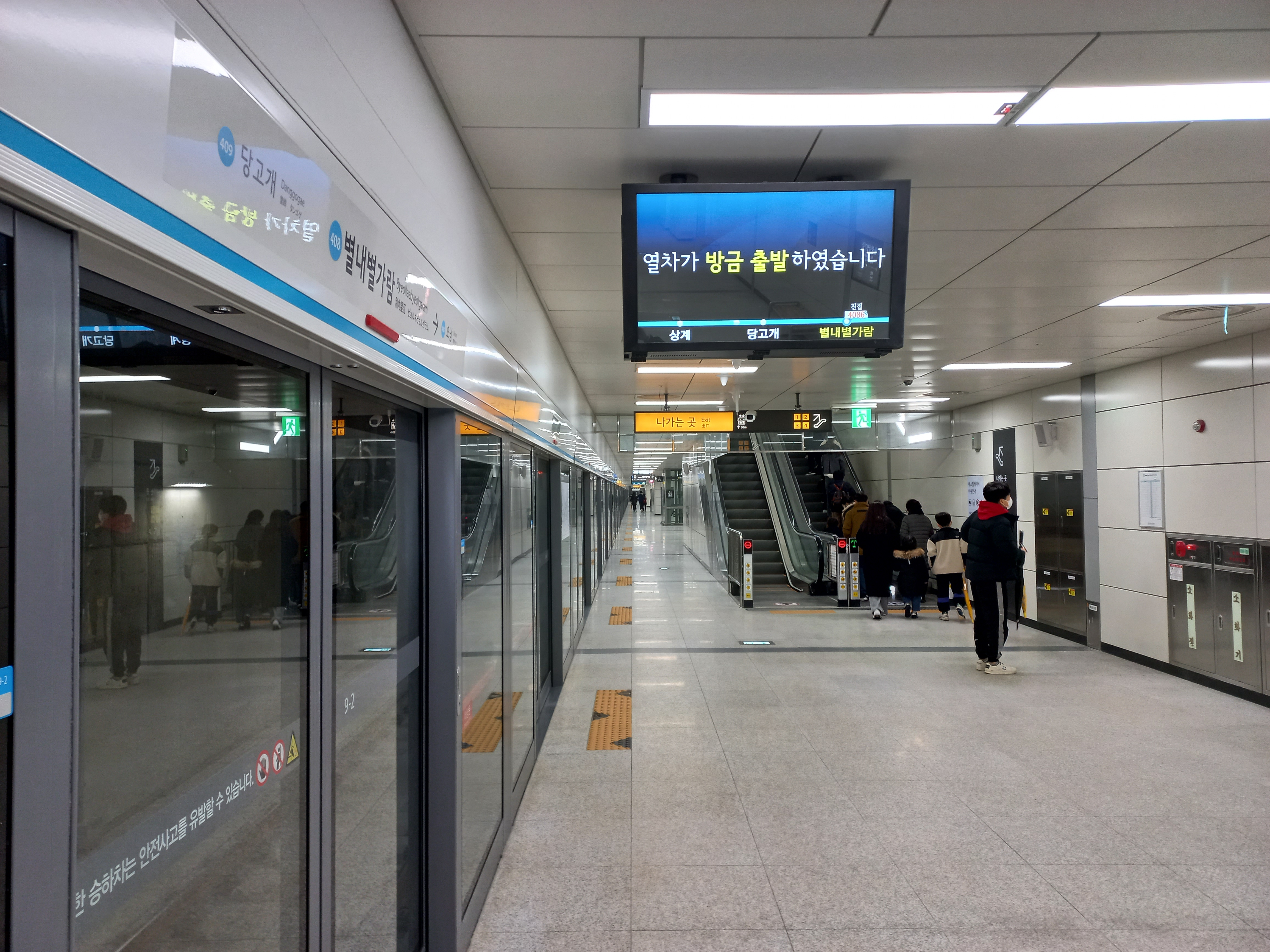
En 2022.

### Intermodalité
Des arrêts de bus sont établis à proximité.